# Heteromys teleus
Heteromys teleus és una espècie de mamífer rosegador de la família dels heteròmids. És endèmica del centre-oest de l'Equador, on viu a altituds d'entre el nivell del mar i 2.000 msnm. Es tracta d'un animal nocturn. El seu hàbitat natural són els boscos perennifolis secs i bastant estacionals de la part més meridional del Chocó. Està amenaçada per la destrucció i fragmentació del seu entorn.